# Gedersdorf
Gedersdorf – gmina w Austrii, w kraju związkowym Dolna Austria, w powiecie Krems-Land. Według Austriackiego Urzędu Statystycznego liczyła 2 155 mieszkańców (1 stycznia 2014).